# Bescapè
Bescapè je priimek več oseb:    
- Attilio Bescapè, italijanski dvigovalec uteži
- Giacomo Filippo Bescapè, italijanski rimskokatoliški škof